# Adetus griseicauda
Adetus griseicauda es una especie de escarabajo del género Adetus, familia Cerambycidae. Fue descrita científicamente por Bates en 1872.
Habita en Costa Rica, Nicaragua y Panamá. Los machos y las hembras miden aproximadamente 5-6 mm. El período de vuelo de esta especie ocurre en el mes de julio.